# Берикульский
Берику́льский (другие названия Старый Берикуль, Берикуль, Берикульский рудник) — посёлок в Тисульском районе Кемеровской области, центр Берикульского сельского поселения (с 2004 по 2020). В 2020 году муницапальные образования, входящие в состав Тисульского муниципального района, объединились в Тисульский муниципальный округ (административный центр Тисуль).

## География
Посёлок расположен в предгорьях Кузнецкого Алатау, в долине реки Сухой Берикуль (бассейн Оби), в 77 км к югу от железнодорожной станции Тяжин (на линии Новосибирск — Ачинск), в 34 км на юго-восток от районного центра Тисуль. Название рудника произошло от названия реки Сухой Берикуль. В среде лингвистов бытуют две версии: по одной слово берикуль образовано от орхоно-енисейского «бери/бори/берчи/бору» — «волк» и «ул/кул/кёл/кёл» — «водоём (озеро или река)», и буквально означает «река волка», по другой оно образовано от кетских слов «берик» — крепкий, сильный и «уль» — река.

## Население
| 1939   | 1959  | 1970  | 1979  | 1989  | 2002 | 2010 |
| ------ | ----- | ----- | ----- | ----- | ---- | ---- |
| 13 308 | ↘6527 | ↘3022 | ↘2421 | ↘2132 | ↘956 | ↘694 |

## История

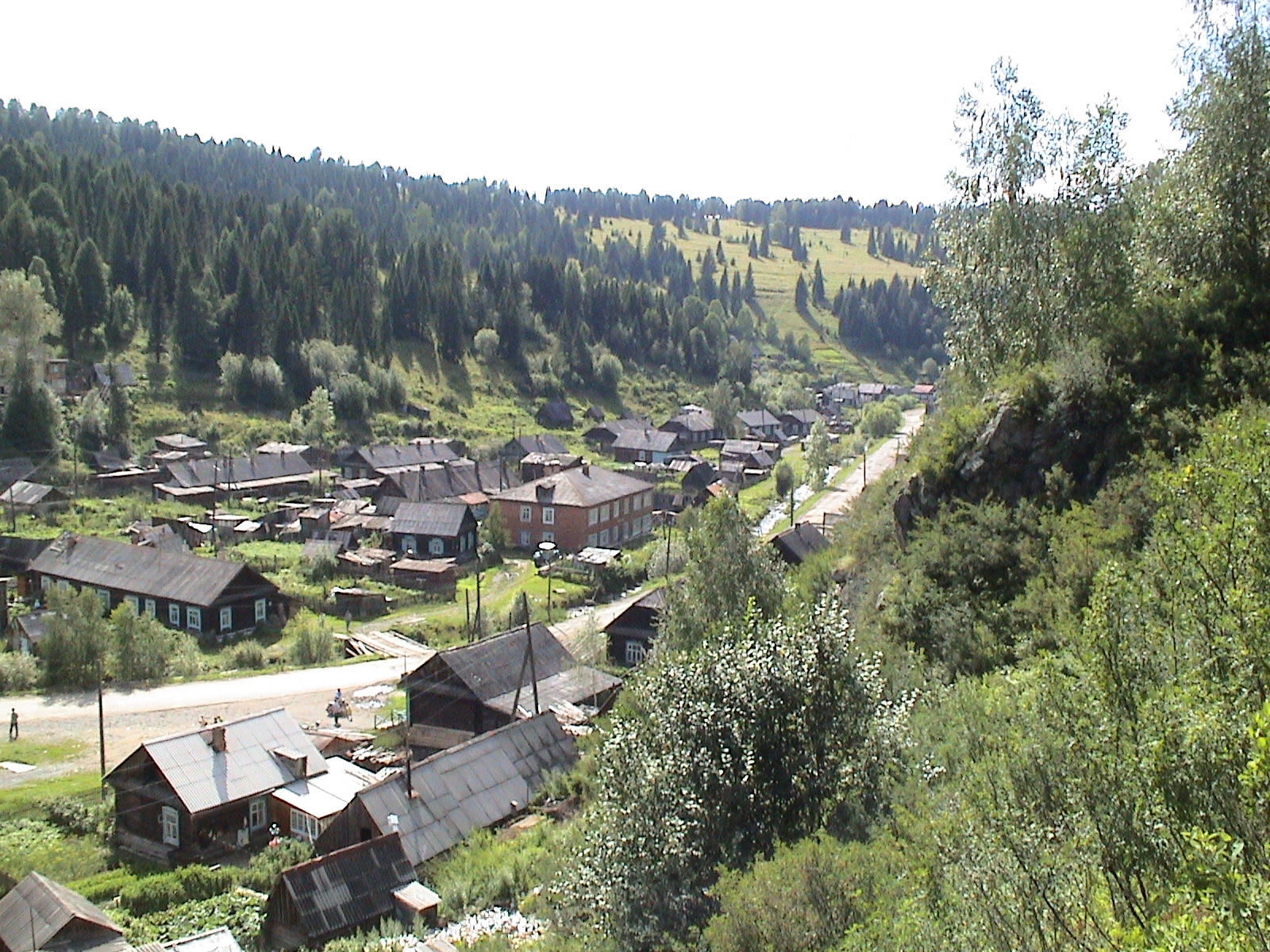
Рудник Старый Берикуль, улица Горняка, Тисульский район Кемеровской области, июль 2006 года

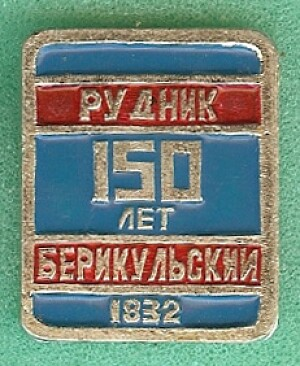
Значок 150 лет руднику Берикульский, выпуск 1982 года

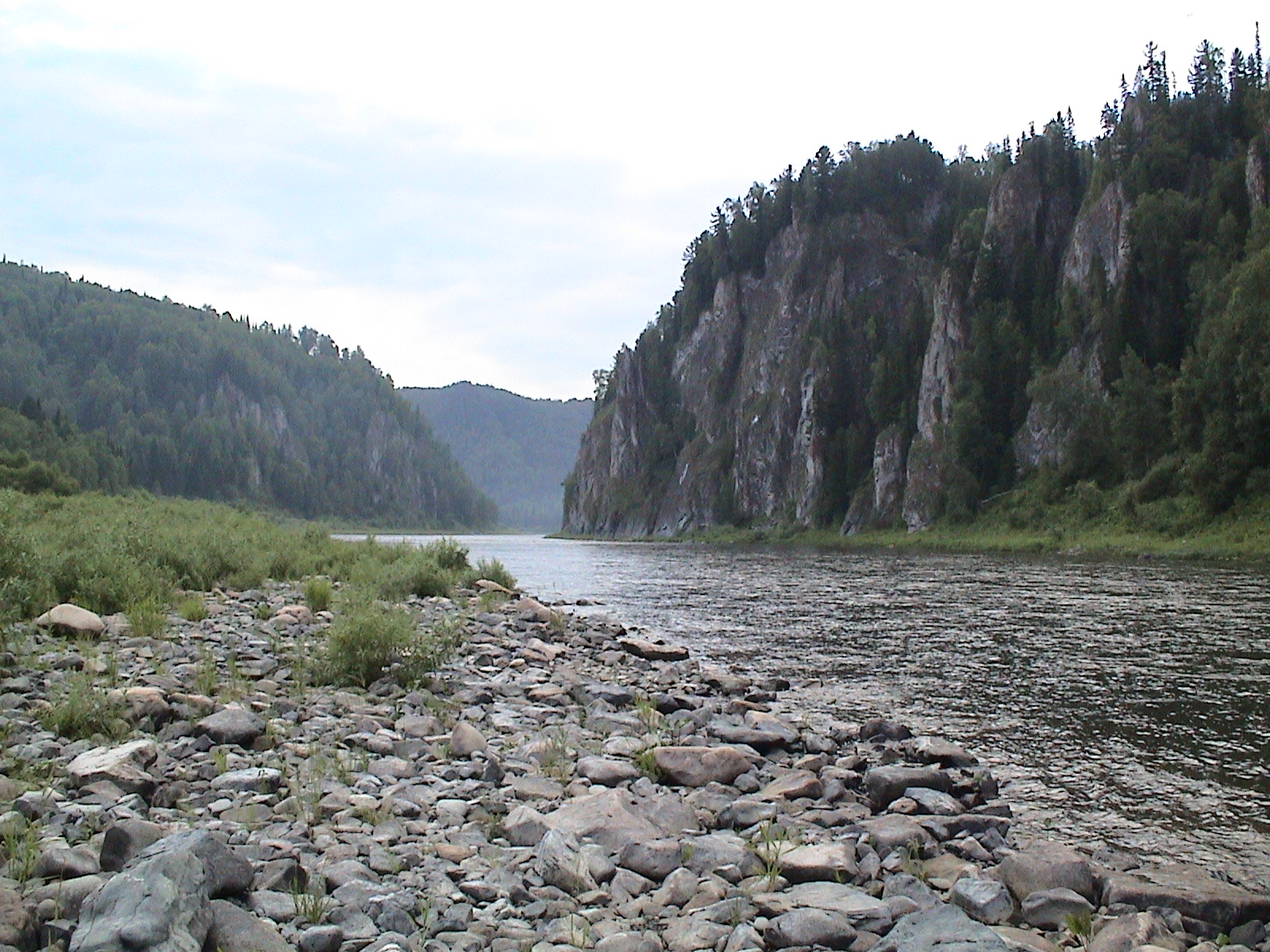
Река Кия в районе посёлка Московка, Тисульского района, Кемеровской области, июль 2006

Подземные выработки рудника «6-я Берикульская площадь» вдоль р. Сухой Берикуль, 1911

Достоверно известно, что в начале XIX века на берегу Большого Берчикульского озера в деревне Берчикуль проживал ссыльный крестьянин Егор, имевший прозвище Лесной, настоящая фамилия неизвестна. Изначально он проживал в деревеньке Шартаги под Екатеринбургом. Около 1740 года он нашёл в Уральских горах золото, которое затем сбыл незаконным способом. Преступление было раскрыто, Егор отправлен в ссылку в Мариинский острог (ныне город Мариинск). Выйдя на свободу, он решил остаться в Сибири и построил себе избу на берегу озера Берчикуль.
На Урале Егор был рудознатцем, проживая на берегу Берчикуль, он также решил искать руду вокруг этого озера и стал осваивать ручьи и притоки Кии. Вскоре он нашёл золото на речке Сухой Берикуль. Вместе со своей воспитанницей Верой он нередко ходил в горы и возвращался оттуда с крупными зёрнами самородного золота. Егор Лесной и Вера являются первооткрывателями золота Мариинской тайги и россыпного золота всей Сибири.
Официально поиски золота в Сибири были начаты в 1826 году, когда двое виноторговцев — советник коммерции верхотурский купец первой гильдии Андрей Яковлевич Попов и его племянник Федот Иванович Попов — решили заняться золотодобычей. По другим сведениям, 70-летний Андрей Яковлевич Попов в эти годы не выезжал из Петербурга, а всеми делами занимался его племянник Федот, имевший «привилегию» на разведку и добычу золота на территории Сибири и обладавший огромными финансовыми возможностями. Получив 17 марта 1827 г. в Министерстве финансов России разрешение разыскивать золотые пески и руды по всей Сибири, исключая земли Кабинета его Величества, они отправились на поиски золота. Когда слухи о золоте Егора Лесного дошли до Андрея Попова, безуспешно искавшего золото в Тобольской, а затем в Томской губернии, последний быстро снарядил экспедицию к месту, откуда эти слухи исходили. Унтерштейгер Исаков, руководитель отправленной Поповым малочисленной экспедиции, в 1827 году прошёл на плотах с пятью рабочими по многочисленным речкам северных отрогов Кузнецкого Алатау и открыл ряд россыпей золота. Егор Лесной в 1827 году был задушен неизвестными людьми, а прибывшему вскоре Андрею Попову воспитанница Вера указала места шурфовых работ, где Лесной мыл золото.
11 августа 1828 года Андрей Попов и Федот Попов подали в Дмитровское волостное управление Томской губернии заявки на отвод площадей на притоках реки Кии — по Кундату и Мокрому Берикулю в Мариинской тайге. Это были первые заявки па промышленную добычу россыпного золота в Сибири. В заявке указывалась узкая долина реки Сухой Берикуль — место первого в Сибири промышленного россыпного золота (1-я Берикульская площадь), где впоследствии вырос посёлок Берикуль, позже ставший именоваться Старый Берикуль.
День подачи Поповыми заявки на отвод земли под прииск на Берикуле и может считаться началом развития частной золотопромышленности и золотой лихорадки на землях современной Кемеровской области. Прииск «1-я Берикульская площадь», на котором начали работы новоиспечённые сибирские золотопромышленники Поповы, в 1829 году дал 1 пуд и 20 фунтов золота. В 1830-м намыли более четырёх с половиной пудов, а спустя ещё пять лет добыча золота на речке Берикуле и нескольких других малых притоках Кии выросла до 16 с лишним пудов. После этого добыча золота в Мариинской (Ближней) тайге стала расти в геометрической прогрессии. За период с 1830 по 1860 г. здесь было добыто 1458 пудов (то есть более 23,3 тонны) золота. Благодаря открытию Попова экономика России получила мощный импульс в развитии. По Сибири прокатилась «Золотая лихорадка». Открывались всё новые и новые месторождения. Если в 1810-х гг. в России добывалось 0,9 % золота от общемирового объёма, то уже в 1840-е гг. она вышла на первое место в мире по его добыче. В 1899 году на реке Сухой Берикуль, притоке реки Мокрый Берикуль, были обнаружены кварцево-сульфидные золотоносные жилы, что стало причиной начала добычи рудного золота. В 1900 году золотопромышленником, купцом 2-й гильдии Томска Исаем Хотимским была начата разработка золотоносных жил Михайловской и Магистральной — это положило начало организации рудника. В 1914 году рудник перешёл во владение к томским купцам Родюкову Алексею Дормедонтовичу (1842, Нарым — 24 февр. 1918, Томск) и Д. Г. Малышеву. Берикульский рудник дал компаньонам свыше 30 пудов золота в 1-й год эксплуатации. В 1916 рудник был вновь продан — ачинскому купцу А. С. Мокроусову. Рудник принадлежал ему до 1919 года. Начиная с 1914 года, происходит снижение уровня добычи, в 1917 добыча прекращена в связи с революционными событиями. В мае 1920 года рудник перешёл во владение треста «Марзолото», затем в 1921 году тресту «Томзолото». В июне 1923 года сын бывшего владельца Яковлев взял рудник в аренду на 12 лет. Немецкая фирма «Штольценберг и Гильгенгоф» также вложила в аренду 50000 рублей, став арендатором рудника. С 1926 года управлять рудником стало советское акционерное общество «Сибзолото». В 1927 году работы на руднике были возобновлены под управлением «Союззолото». С 1 декабря 1931 года рудник входит в Западно-Сибирский государственный трест золотой промышленности («Запсибзолото»). Обработка добытой руды осуществлялась на золотоизвлекательной фабрике, построенной в 1934 году в п. Новый Берикуль. Фабрику строил американский инженер Чоб. С тех пор посёлок Новый Берикуль у местных жителей назывался Американка. При Берикульском руднике выросли рабочие поселки Гавриловка, Американка, Гороховка, Татарские Елани и Лесотдел, в которых поселились семьи трудпереселенцев, сосланных в Сибирь. Все члены семей трудпереселенцев были заняты на разных производствах: здоровые мужчины работали проходчиками горных выработок и на строительных работах, женщины пилами и топорами заготавливали в лесу брёвна и дрова, молодые девушки с руководителями поисково-разведочных работ выполняли маршрутные исследования свалов коренных пород на склонах гор. Только дети школьного возраста могли заниматься домашними делами. Для работающих вместо заработной платы была установлена норма продуктов питания в месяц: забойщик получал 12 кг муки, подсобный рабочий, строитель, лесозаготовитель и другие — 8 кг, иждивенец — 4 кг. В летний период большую помощь в питании оказывала сама природа: полба, щавель, ягоды, грибы, кедровый орех, рыба. Охотой трудпереселенцы заниматься не могли, так как им было иметь оружие. В 1933—1934 годы жители Берикуля и Гавриловки начали обзаводиться в хозяйствах коровами, телятами и сажать в огородах различные овощи.
В посёлке Старый Берикуль находилась основная шахта. На руднике имелись механические мастерские, проводившие как текущий, так и капитальный ремонт оборудования. Геологоразведочная служба рудника проводила разведочные работы путем бурения. В середине XX века разрабатывались месторождения: Старо-Берикульское, Комсомольское (с 1938 г.) и Натальевское (с 1956 г.).
В 1959 году население посёлка составляло 6927 человек.
В 9-й и 10-й пятилетках на Берикульском руднике построены и пущены в эксплуатацию очистные сооружения. Перевозку руды стали осуществлять канатной воздушной дорогой с шахты Старый Берикуль. Углубление действующих стволов шло с одновременной реконструкцией компрессорных станций.
Последние директора Берикульского рудника: Долматов, Зияев, Рудко.
Начало 90-х привело Берикульский рудник к краху. Сегодня шахта затоплена. Посёлок опустел.
С 2005 года в районе Старого Берикуля и притоков Кии работают несколько артелей старателей, в том числе ООО «Артель старателей Золотой Полюс», ООО «Артель Старателей Аргут», ООО «Диабаз», ООО «Золотодобывающая компания Берикуль». В некоторых случаях добыча золота промприборами на реках Кия, Кундат, Мокрый Берикуль велась незаконно, без соблюдения экологических требований, реки оказались загрязнены отходами, которые золотодобытчики сливали в водоемы. Жители поселка Макарак стали жаловаться на постоянно мутную воду в реке Кия. Рейд межведомственной комиссии прошёл по рекам Северный Кундат, Малый Кундат, Полуденный Кундат, Кундат, Тулуюл и Воскресенка, которые являются притоками Кии. В результате проверок спецкомиссии были обнаружены источники загрязнения водных объектов, а ООО "Артель старателей «Золотой полюс» прекратило золотодобычу на реке Северный Кундат, ООО "Артель старателей «Аргут» — золотодобычу на реке Малый Кундат. Судебные приставы на месяц приостановили работу двух золотодобытчиков — ООО "Артель старателей «Аргут» и ООО «Диабаз», которых признали виновными по ст. 8.2 КоАП РФ (несоблюдение экологических и санитарно-эпидемиологических требований) за загрязнения реки Кия и её притока Кундат. Загрязнением реки Кундат заинтересовалась прокуратура Кемеровской области.
В 2020 году специалисты министерства природных ресурсов и экологии Кузбасса обследовали участки рек на территории Тисульского (Малый и Сухой Берикуль, Горелая, Тулунчук, Кундат и его притоки, Большой Тулуюл и его притоки).
Проверки соблюдения водного законодательства проведены в отношении 13 золотодобывающих предприятий: ООО «Сисим», ООО ЗДК «Берикуль», ООО «Сибресурс», ООО «Тулунчук», ООО «Воскресенка», ООО «Диабаз», ООО АС «Золотой полюс», ООО «Кузбассзолото», ООО «Аурум», ООО «ГК-Сибирь», ООО "Артель «Восточная», ООО «Бирюлинский», ООО «Южкузбассзолото». В результате выявлены многочисленные нарушения. Предприятия сбрасывали воду из отстойников в реки, а также размещали отвалы размываемых грунтов на водосборной площади, что приводило к загрязнению водных объектов. В отношении предприятий-нарушителей возбудили более 20 административных дел. Они получили штрафы за несоблюдение требований природоохранного законодательства на общую сумму 2,8 млн рублей. Кроме того, деятельность ООО ЗДК «Берикуль» судом была приостановлена на 20 суток.
Обнаруживать участки, где добыча происходила с нарушением законодательства, помогали активисты. С 2020 года Минприроды Кузбасса тесно сотрудничает с экологической коалицией «Реки без границ», которая предоставляет данные о фактах загрязнения водных объектов на основе спектрального анализа спутниковых снимков. Кроме того, в рамках проекта «Люди — природе» случаи загрязнения рек региона помогали выявлять эксперты Всемирного фонда дикой природы (WWF) России. За 2020 год активисты обнаружили 12 нарушений при добыче россыпного золота на водных объектах.

## О посёлке
Из книги академика Владимира Афанасьевича Обручева «Мои путешествия по Сибири» (Издательство Академии Наук СССР, Москва — Ленинград, 1948)
«… На станции Тяжин я вышел из поезда и поехал на лошадях на Берикульский рудник, находящийся в самой северной части Кузнецкого Алатау, в 70 верстах от станции. Дорога шла сначала по равнине, затем по предгориям хребта, покрытым густой елово-пихтовой тайгой. Отвод рудника расположен в долине речки Сухой Берикуль, правого притока р. Большой Берикуль, впадающей в р. Кию, и назывался официально „6-я Берикульская площадь“. Стан рудника разбросан по дну долины, а штольни и шахты — то также по дну, то по нижней части обоих склонов этой долины, немного выше её впадения в долину Большого Берикуля.
В долине Сухого Берикуля россыпное золото было открыто ещё в 1830 году и добывалось с перерывами до 1900 г.
Распределение золота в россыпи было неравномерное, некоторые золотники имели угловатую форму, содержали кварц, проба золота была невысокая — золото было серебристое. В плотике разреза по россыпи иногда появлялись гряды кварца со включением колчеданов, опробование их на золото дало хорошее содержание. Все эти признаки в совокупности ясно указывали, что россыпь лежит очень близко от коренного месторождения и частично даже на его выходах. Поэтому в 1901 году владелец приступил к добыче жильного золота из толстой жилы, вскрытой на самом дне долины. По ней была проведена наклонная шахта по падению вглубь, а из неё штреки в обе стороны по простиранию.
Эту главную жилу, названную Магистральной, я мог ещё осмотреть. Шахта спускалась под углом около 40° по падению жилы и содержала шесть штреков по горизонтам, в промежутках между которыми жила была уже выработана; в верхних горизонтах мощность её была 0,7—1 м, но вглубь уменьшалась и в забоях шестого горизонта достигала 0.3— 0,6 м. Кварц содержал вкрапления колчеданов серного и мышьякового, цинковой обманки и свинцового блеска с золотом. Забои в пяти горизонтах в обе стороны от шахты были остановлены, при выклинивании жилы на шестом горизонте можно было ещё видеть прожилки кварца в 3—5 см.
Кроме этой Магистральной жилы на отводе были найдены и работались ещё несколько жил — Татарская, Хотимская, Кедрово-Петровская, Петропавловская, Химическая и др.— штольнями на склонах долины. Некоторые из них были извилистые, другие сильно нарушены сбросами и сдвигами. Почти во всех кварц содержал много сернистых руд, среди которых наиболее богат золотом был мышьяковый колчедан; местами цинковая обманка преобладала. Хотимская жила, пролегавшая по контакту известняка и порфирита, содержала вместо кварца кальцит и много пирита, богатого золотом.
В общем месторождение доставило уже много золота, но не внушало больших надежд; главная жила по простиранию на верхних пяти горизонтах была выработана, на нижнем — по-видимому кончалась; вглубь и по простиранию оставалось невыясненным, будет ли она после наблюдаемых пережимов и обеднений снова выгодной. Остальные мелкие жилы были сильно выработаны, разведки для открытия их продолжения или новых жил отсутствовали. Следовательно, покупатель рудника прежде всего должен был затратить большие средства на глубокую разведку месторождения, не будучи уверенным, что разработка окупит их. Вероятно к такому же выводу пришли и другие эксперты, судя по тому, что Российское золотопромышленное общество не купило этого рудника. Впрочем, позднейшие исследования не оправдали этих опасений. Берикульский золотоносный район был признан имеющим большие перспективы для дальнейшей добычи золота, были открыты новые жилы. Берикульский рудник работался всё время до 1919 г. и потом с 1924 г. по 1937 г., важнейшая часть запасов и сравнительно бедных руд осталась в сильно нарушенных частях месторождения. Материалы, собранные на этом руднике, я не обработал, так как имелось уже описание его, сделанное П. П. Гудковым незадолго до меня…»
Из книги писателя Ивана Захаровича Елегечев «Свидание с юностью» (серия рассказов, связанная с рудником-прииском Берикульский)
«… Берикуль утверждён в низине. Будто щиты, гранитные и известняковые скалы защищают строения и людей от ветров и ураганов. На Осиновой горе, а также и на горе Сиенитной бушует, завывает падера, а в низине, там, где некогда жили золотодобытчики, тихо, лишь погуливают слабые сквознячки. И оттого, что не залетают на рудник ветры, летом в низине такая стоит несносная жара, духотища, деваться от неё некуда. Зимой же, видимо, от остывших гранитных скал устанавливаются надолго клящие холода: живому существу не высунуть наружу носа. Леденеет воздух, в нём растворены мельчайшие кристаллики, ими больно, невозможно дышать…
На руднике-прииске Берикуль существует одно, ещё, кажется, никем не изученное явление природы, название ему — валы холода. Всем берикульцам известно: в высоте, на горе Сиенитной, подножье одного утёса всегда отверсто, здесь — вход в Ледяную пещеру…» (продолжение Иван Захарович Елегечев «Свидание с юностью». Дата обращения: 6 октября 2024. Архивировано из оригинала 2 марта 2007 года.)

## Известные люди и ученые, имена которых связаны с Берикульским рудником
- Обручев, Владимир Афанасьевич — русский и советский геолог, географ, путешественник, писатель и популяризатор науки. Посетил рудник Берикульский в 1912 году.
- Черезов, Александр Матвеевич (12.04.1953-03.08.2000) — ученый-геолог, кандидат геолого-минералогических наук. Автор более 50 научных работ, в том числе двух монографий, а в соавторстве — ряда крупных фундаментальных обобщений по металлогении эндогенного оруденения Центральной Азии. Работал геологом ГРП на Берикульской шахте в 80-е годы.
- Адаменко, Алексей Михайлович — ученый-историк, кандидат исторических наук, главный археограф ГКУ «Государственный архив Кузбасса». Выпускник Старо-Берикульской средней школы.
- Горностаев, Николай Николаевич (01.20.1896-09.15.1938) — ученый-геолог, петрограф, доктор геолого-минералогических наук (1935), профессор кафедры петрографии Томского государственного университета. Летом 1923 г. Сибпромбюро назначило его председателем комиссии по передаче арендатору государственного золотого рудника «Берикуль». Арестован 17 июня 1938 года, осуждён Военной коллегией Верховного суда СССР по обвинению в участии в контрреволюционной террористической организации. Приговорён к расстрелу 15 сентября 1938 года, приговор приведён в исполнение 15 сентября 1938 года.
- Гуковский, Евгений Александрович (1896—1938) — геолог, исследователь золоторудных месторождений Западной Сибири и россыпной золотоносности Кузнецкого Алатау. Геолог треста «Запсибзолото». Уволен 9 января и арестован 20 января 1938. Допросы и очные ставки с другими арестованными продолжались до начала февраля. Предъявлено обвинение: «…участвовал в правотроцкистской организации, вербовал новых членов, тормозил и занижал золотодобычу, усложнял отчетность». На заседании ВК ВС СССР 15 июня 1938, длившемся 10 минут, приговорен по ст. 58, п. 7, 8, 11 к расстрелу с немедленным исполнением приговора.
- Елегечев, Иван Захарович (1927—2011) Писатель. Окончил сценарный факультет Всесоюзного государственного института кинематографии. Работал рабочим геолого-поисковой партии, молотобойцем, служил в армии, был сотрудником молодёжной газеты, редактором Томского книжного издательства. Первая публикация — рассказ «На Шедолге». Интерес к истории Сибири и её людям нашёл отражение в книгах «На Чулым-реке» (1960), «Див-корень» (1963), «Остров» (1976) и другие. После ареста отца, его гибели, разрушения дома, 7-летний Ваня Елегечев вместе с мамой и старшим братом долго скитались, познав людскую несправедливость и жестокость. Приют им дал Берикульский рудник, где мальчик пошёл в школу, закончил ФЗУ, работал молотобойцем, бродил с геологами по горам Кузнецкого Алатау и начал писать рассказы.
- Лобанов, Дмитрий Петрович (12.10.1924 — ?) Ректор Московского геологоразведочного института (1964—1988), советник-наставник и член Учёного Совета Российского государственного геологоразведочного университета. Почётный академик РАЕН (1995), заслуженный геолог СССР. Работал на Берикульском руднике после возвращения с войны.
- Иголкин, Николай Иванович — ученый-биолог, доктор биологических наук. Специалист по эктопаразитам. Выпускник Старо-Берикульской школы.
- Журавлёв, Михаил Павлович (14.10.1918 — ?) — горный инженер, выпускник Ленинградского Горного института (1954), в 1956 году назначен на должность главного инженера Берикульского рудника, с 1967 по 1975 директор филиала Запсибзолото «ВНИИпрозолото».
- Гудков, Павел Павлович (12.20.1888 — 05.24.1955) — русский и американский геолог, профессор Томского технологического института. Министр торговли и промышленности Временного Сибирского правительства. Эммигрировал в США, жил в Калифорнии, организатор Русского Инженерного Кружка в Лос Анжелесе. Автор отчета «Рудник 6-я Берикульская площадь», опубликованного в Известиях Томского Технологического Института Императора Николая II, Том XXI, 1911, Номер 1.